# Amen Bank
Die Amen Bank S.A. (arabisch بنك الأمان) ist eine tunesische Bank mit Sitz in Tunis.

## Organisation
Die Bankengruppe ist in 4 Tätigkeitsbereichen organisiert: Privatkundenbank, Geschäftskundenbank, Versicherungen, Finanzierungs- und Investitionsbank.
Sie verfügt über 152 Filialen In Tunesien, verteilt auf 8 Regionaldirektionen. Ende 2022 verwaltete die Gruppe 6,7 Milliarden TND an laufenden Einlagen. Die größten Aktionäre sind Assurances Comar S.A. (26,95 %) und die Familie Ben Yedder (22,65 %).

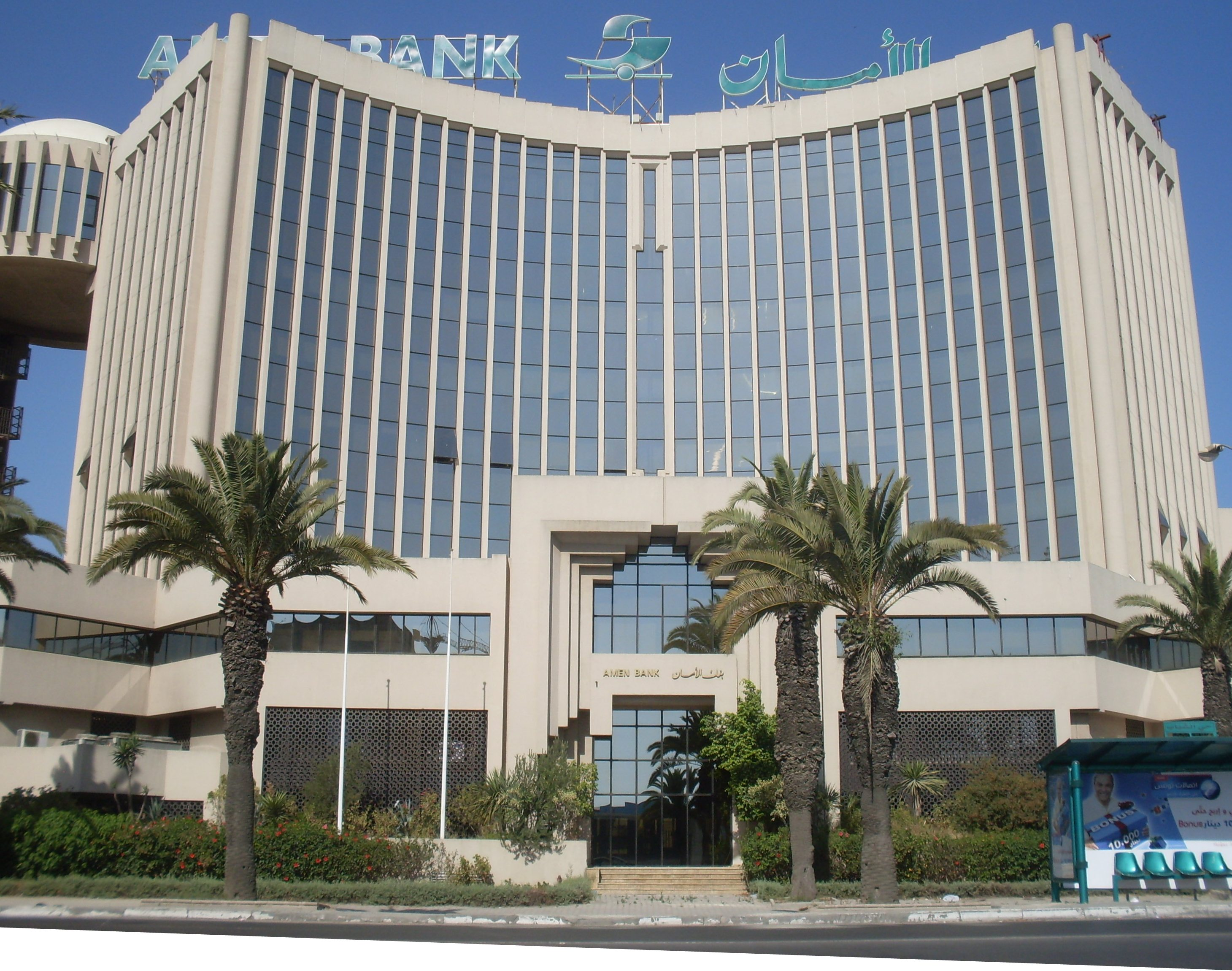
Hauptgebäude der Amen Bank in Tunis

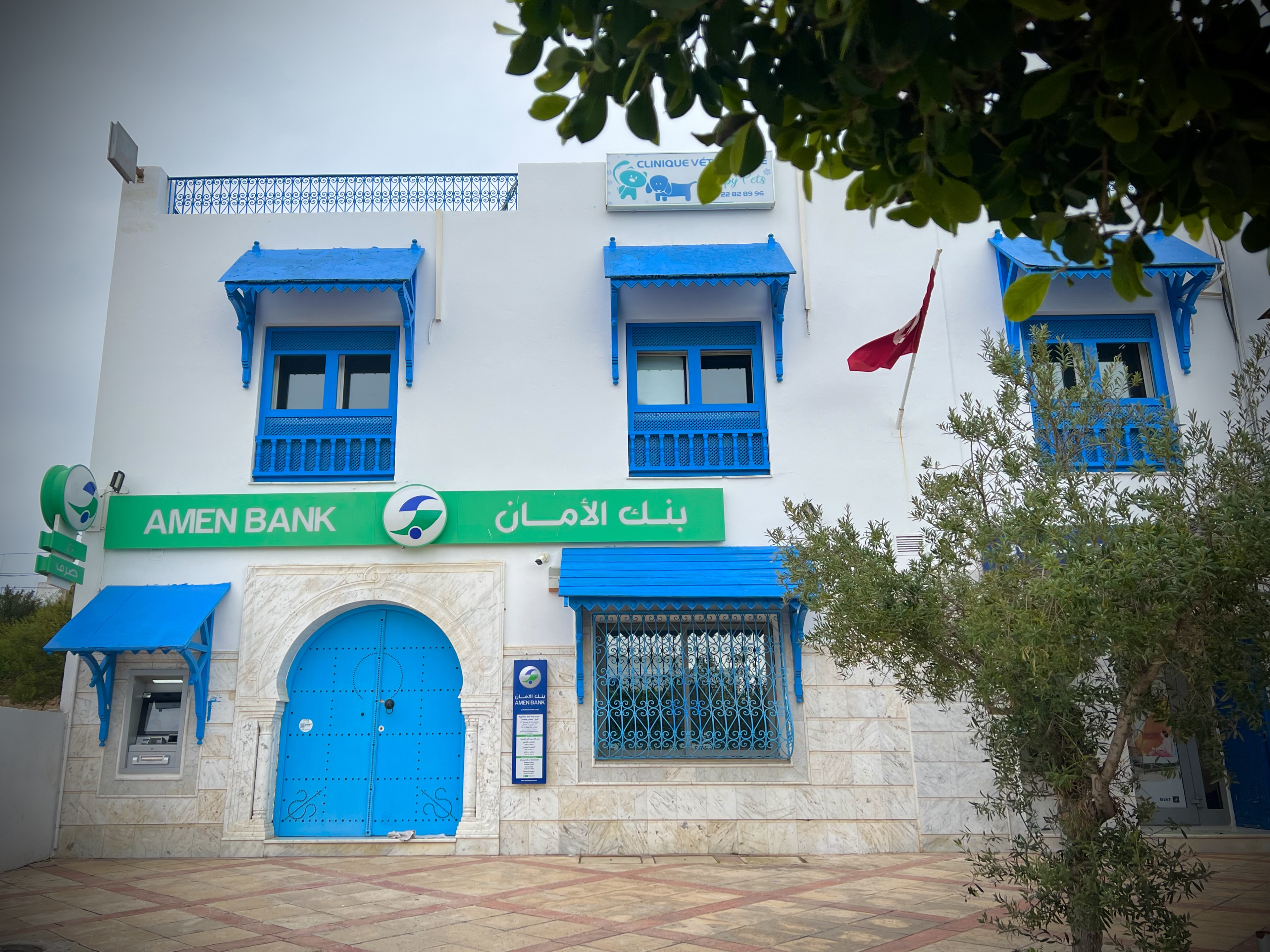
Filiale der Amen Bank in Karthago

Die Aktien sind an der Bourse de Tunis notiert und Teil des Tunindex.

## Geschichte
Die Geschichte der Bank begann im Jahr 1880, dem Jahr der Gründung der Société Centrale de Banque (später Société Générale), einer französischen Institution, die in Tunesien unter dem Namen Crédit Foncier d'Algérie et de Tunisie (CFAT) gegründet wurde. Der Hauptsitz des CFAT befand sich in Algier. Die Gründung einer Zweigniederlassung in Tunis geschah auch, um Kreditinstitute im französischen Kolonialreich zu gründen mit der festen Absicht, nicht-französische Banken nach und nach auszuschalten. Vor der Unabhängigkeit im Jahr 1956 war das tunesische Bankensystem eine Erweiterung des französischen Bankensystems. Ihre Hauptaufgabe bestand darin, die Kolonisierung des Landes zu finanzieren.
Die Amen Bank wurde 1967 als Ergebnis der Unabhängigkeit vom CFAT gegründet. 1966 änderte sie ihren Namen in Crédit Foncier et Commercial de Tunisie (CFCT). Ihr erster CEO war Ismail Zouiten, alle ihre Aktionäre waren französische Staatsbürger. 1971 wurde sie von der Banque Générale d'Investissement, später bekannt als PGI Holding, erworben und für tunesische Aktionäre geöffnet. Rachid Ben Yedder wurde der neue CEO. 1993 erfolgte der Börsengang. 1995 änderte sie ihren Namen in Amen Bank, was "Bank der Sicherheit" bedeutet.
Im Jahr 2015 gründete die Amen Bank die erste Online-Direktbank Tunesiens. Die Amen Bank beantragte bei der Zentralbank Tunesiens die Gründung einer Tochtergesellschaft, die auf islamisches Bank- und Finanzwesen spezialisiert ist.